# STX6
STX6 (англ. Syntaxin 6) – білок, який кодується однойменним геном, розташованим у людей на короткому плечі 1-ї хромосоми.  Довжина поліпептидного ланцюга білка становить 255 амінокислот, а молекулярна маса — 29 176.
| 10         |  | 20         |  | 30         |  | 40         |  | 50         |
| ---------- |  | ---------- |  | ---------- |  | ---------- |  | ---------- |
| MSMEDPFFVV |  | KGEVQKAVNT |  | AQGLFQRWTE |  | LLQDPSTATR |  | EEIDWTTNEL |
| RNNLRSIEWD |  | LEDLDETISI |  | VEANPRKFNL |  | DATELSIRKA |  | FITSTRQVVR |
| DMKDQMSTSS |  | VQALAERKNR |  | QALLGDSGSQ |  | NWSTGTTDKY |  | GRLDRELQRA |
| NSHFIEEQQA |  | QQQLIVEQQD |  | EQLELVSGSI |  | GVLKNMSQRI |  | GGELEEQAVM |
| LEDFSHELES |  | TQSRLDNVMK |  | KLAKVSHMTS |  | DRRQWCAIAI |  | LFAVLLVVLI |
| LFLVL      |  |            |  |            |  |            |  |            |

A: Аланін

C: Цистеїн

D: Аспарагінова кислота

E: Глутамінова кислота

F: Фенілаланін

G: Гліцин

H: Гістидин

I: Ізолейцин

K: Лізин

L: Лейцин

M: Метіонін

N: Аспарагін

P: Пролін

Q: Глутамін

R: Аргінін

S: Серин

T: Треонін

V: Валін

W: Триптофан

Кодований геном білок за функцією належить до фосфопротеїнів. 
Задіяний у таких біологічних процесах як транспорт, транспорт білків, ацетиляція. 
Локалізований у мембрані, апараті гольджі.